# タンブラ

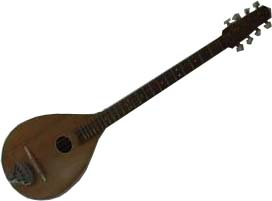
4弦のタンブラ

タンブラ (Tambura)は、バルカン半島地域に伝わる撥弦楽器の総称。名や大きさなどはまちまちだが、ネックが長くフレットをもつ共通点がある。

## 歴史
カザフ族など中央アジアの遊牧民にはドンブラという二弦の弦楽器が伝わっている。このドンブラがシルクロードを経て、ペルシャ北西部ホラサン地方の三弦の弦楽器タンブール（tanbur）に発展したと考えられ、アラブの音楽書の古典であるファーラービーの『音楽全書』にもその名がある。バルカン半島にはオスマン帝国の時代にもたらされた。

## 分布
タンブラが演奏されているのは、ブルガリア、セルビア、マケドニア、クロアチアなどの南東ヨーロッパの国々である。
アルバニアやギリシャのブズーキも同類の楽器と考えられる。アンサンブルが盛んな東ヨーロッパではバス、バリトンなど大きさの違うタンブラが作られた。また、二弦、四弦と弦の数が変化したものや、ギター風の形状に変化したものなどさまざまである。